# Ronald Hänsch

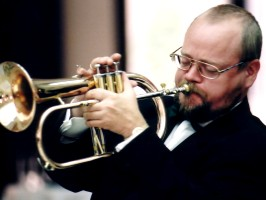
Ronald Hänsch (2004)

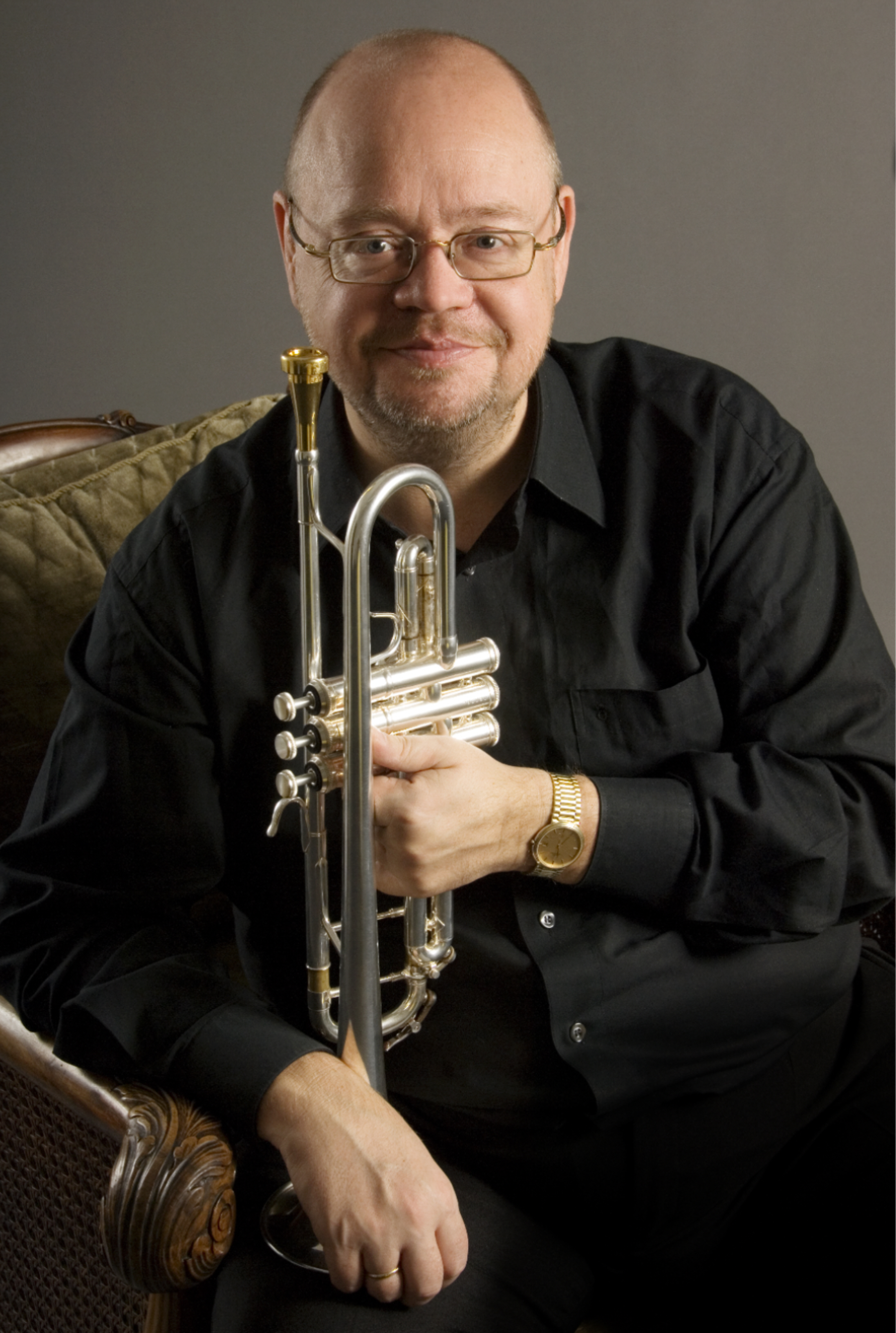
Ronald Hänsch (2010)

Ronald „Arnold“ Hänsch (* 27. Juli 1966 in Potsdam) ist ein deutscher Jazztrompeter, Flügelhornist, Komponist und Musikpädagoge.

## Leben und Wirken
Hänsch ist in Werder/Havel aufgewachsen und erhielt von 1976 bis 1983 an der Bezirksmusikschule „Gebrüder Benda“ in Potsdam von Herbert Kamprath Trompetenunterricht. Von 1983 bis 1987 studierte er an der Hochschule für Musik „Hanns Eisler“ in Berlin bei Hans-Joachim Graswurm und Claus-Dieter Knispel und machte 1987 sein Examen als Trompeter, 1991 zusätzlich als Diplom-Musikpädagoge.
Von 1985 bis 1989 spielte Ronald Hänsch in der Funk-Rockband LAMA und nahm mit ihr an Rundfunk-, Fernseh- und Plattenproduktionen teil. Nach dem Wehrdienst als Flügelhornist im Zentralen Orchester der NVA arbeitete er in den Big-Bands von Dieter Keitel und Alfons Wonneberg, im Hubert-Katzenbeier-Sextett und im Rolf-von-Nordenskjöld-Orchestra.
Mit seiner 1993 gegründeten siebenköpfigen „Arnold Hänsch Jazz Band“ wirkte er bei Veranstaltungen an der Komischen Oper Berlin, am Dogenpalast Venedig, bei Jazzfestivals sowie bei der Potsdamer Schlössernacht mit. Hänsch wurde in dieser Zeit für Aufnahmen und Shows verpflichtet, trat mit der „Radio Big Band Berlin“ (Ost), dem „Orchester Günter Gollasch“, dem Fernsehorchester Joachim "Jo" Kurzweg, der Big Band "Berlin Brass Machine", der "Big Band der Deutschen Oper Berlin", mit der Brandenburgischen Philharmonie Potsdam und dem Deutschen Filmorchester Babelsberg auf. Hinzu kamen Verpflichtungen zu den Musicals Shakespeare & Rock'n'Roll (1997) und Dreamgirls im Theater des Westens, zu den Shows des Friedrichstadtpalasts Elements, Jingle Bells, Berlin Revue, Wunderbar, Revue Palast, Hexen, Casanova, Glanzlichter, Rhythmus Berlin, Qi und YMA, zur Dreigroschenoper-Inszenierung von Klaus Maria Brandauer im Admiralspalast Berlin 2006 sowie in verschiedene Showbands, mit denen er Ungarn, Schweden, Österreich, Italien, Polen, Kuba und Russland bereiste. Er arbeitete dabei mit verschiedenen Solisten der populären Musik, des Jazz und der Klassik wie beispielsweise Gitte Hænning, Wencke Myhre, Bill Ramsey, Klaus Doldinger, Paul Kuhn, Campino, Heino, Rex Gildo, Ack van Rooyen, Deborah Sasson oder Ruth Hohmann zusammen.
Seit 1998 ist er festes Mitglied im Ensemble „Jazz im Frack“. 2004 war er Mitbegründer des „Celebration Orchestra Germany“ und der „Celebration Horns“, die seit 2005 mit der „Antenne Allstarband“ von Antenne Brandenburg zusammenarbeiten. Im Sommer 2005 ging er auf Studienreise nach Kuba und nahm Unterricht bei Enrique M. Rodriguez in Havanna.
1988 begann seine pädagogische Tätigkeit. Er unterrichtete in den Fächern Trompete, Jazzensemble, Dixieland-Band, Big Band, Improvisation von 1988 bis 1995 an der Hochschule für Musik „Hanns Eisler“, seit 1991 an der Städtischen Musikschule Potsdam, von 1994 bis 1996 an der Universität Potsdam, von 2001 bis 2003 an der Freien Universität Berlin und von 1992 bis 1996 an den Musikschulen Berlin-Tempelhof und 1995/96 in Neubrandenburg. Im Januar 1994 gründete Hänsch eine eigene Musikschule in Potsdam. Im selben Jahr erfolgte die Gründung und der Aufbau der Big-Band „Big Pack“ an der städtischen Musikschule „Johann-Sebastian Bach“ in Potsdam.
Daneben übt Hänsch noch Tätigkeiten als Dozent, Leiter von Jazz-Workshops, Event-Manager und als Berater und Juror in der „Jugend jazzt“-Arbeit aus. Hänsch komponiert und arrangiert für „Jazz im Frack“, seine „Jazz Band“ und im Auftrag.

## Dokumentationen
- Buena Vista Big Pack – Eine Potsdamer Band in Havanna. Fernsehreportage des Rundfunks Berlin-Brandenburg (rbb), Erstausstrahlung 22. November 2009